# Chullpas von Sillustani

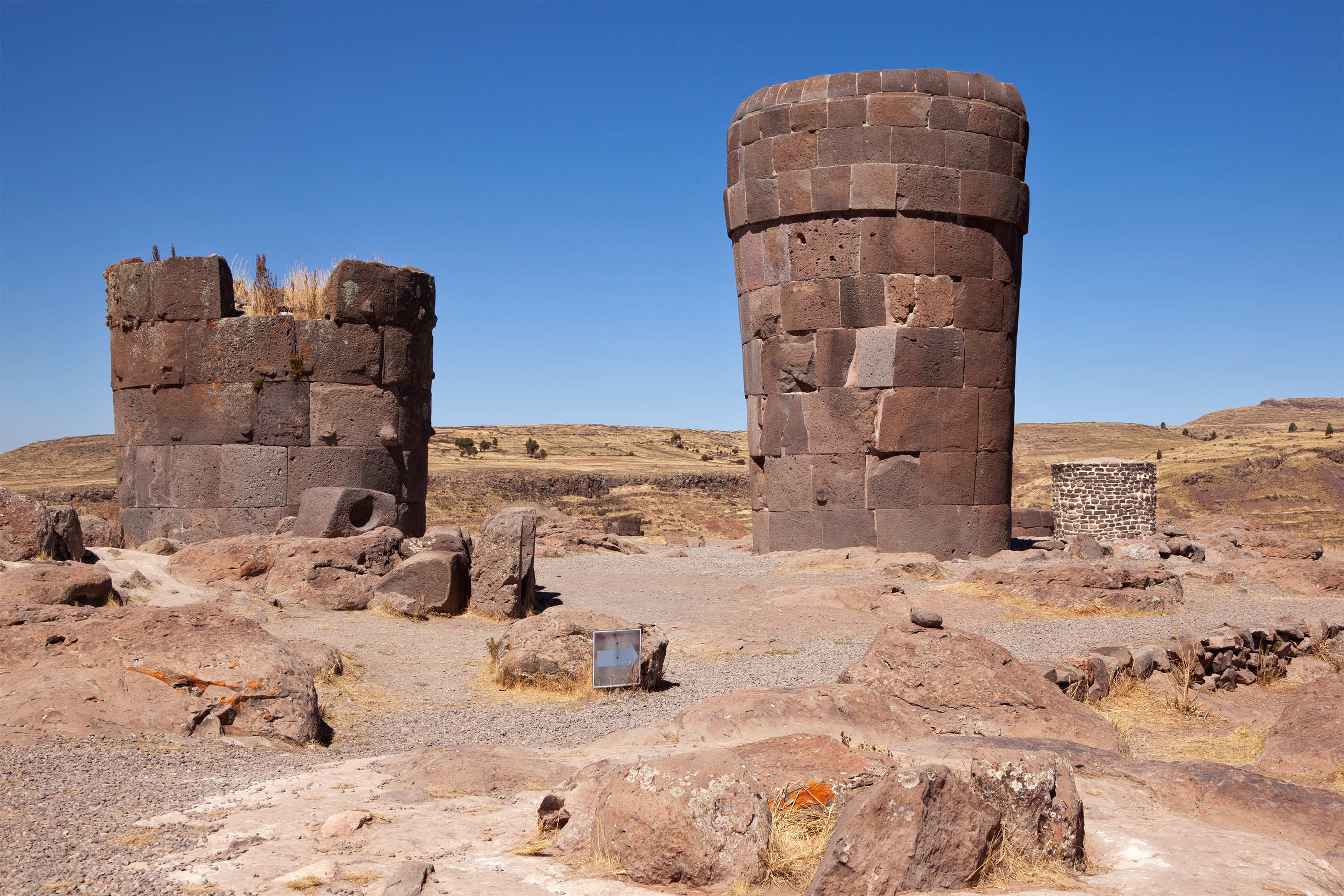
Chullpas in Sillustani

Sillustani ist eine Grabstätte im Distrikt Atuncolla, Provinz Puno, in Peru. Sie liegt auf der Halbinsel Umayo des gleichnamigen Sees auf einer Höhe von 3.897 m. Sie besteht aus zwölf zum Teil eingestürzten Grabtürmen, genannt Chullpas.

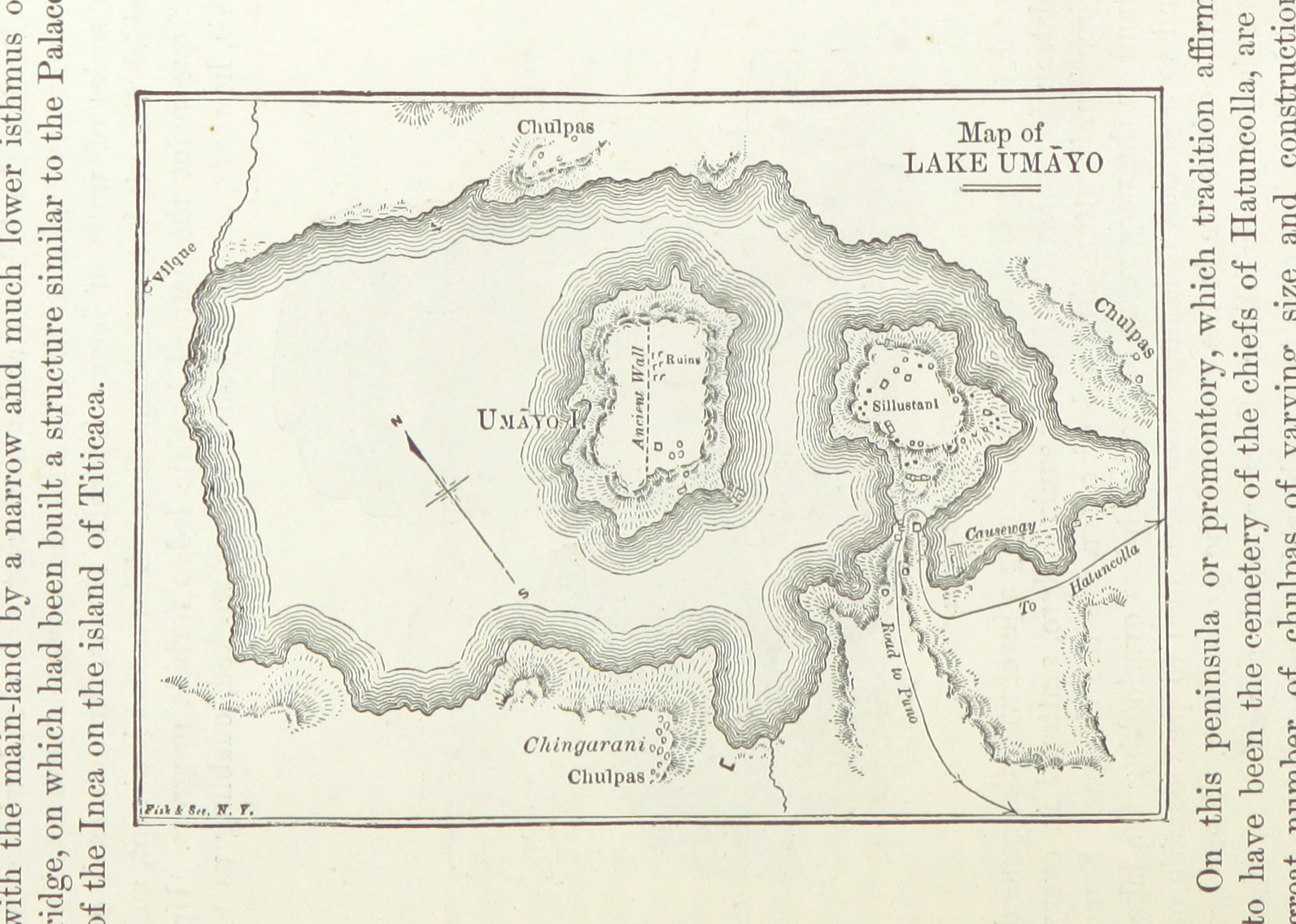
Plan von Ephraim Squier in Peru: Incidents of Travel and Exploration in the Land of the Incas. (1877);

Nach Max Uhle würden die Chullpas von Sillustani in der Steinbearbeitung und Architektur den Ruinen von Tiwanaku ähneln. Man müsse annehmen, dass die Chullpas von Sillustani von den Aymara errichtet worden seien. Daher sei es auch möglich, dass auch die Ruinen von Tiwanaku von den Aymara errichtet worden sind, da sie eine „nur noch um wenige Grade höhere technische Vollendung“ zeigen würden. Der Architekturhistoriker Jean-Pierre Protzen dagegen glaubt, dass das feine Mauerwerk der Chullpas von Sillustani alle Kennzeichen des Inka-Mauerwerks aufweisen würde, welches sich vom Mauerwerk in Tiwanaku unterscheide.

## Galerie

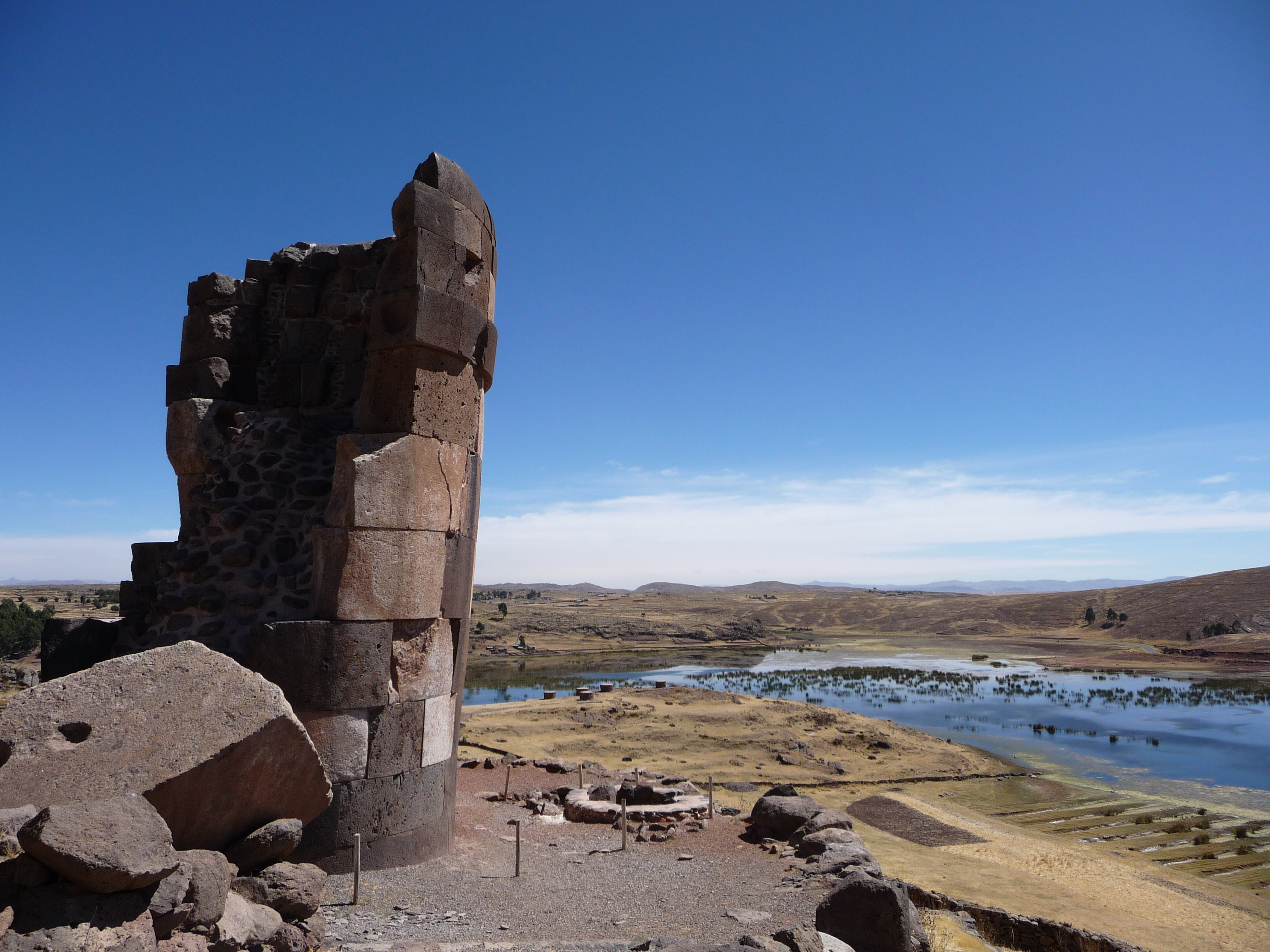
Chullpas von Sillustani
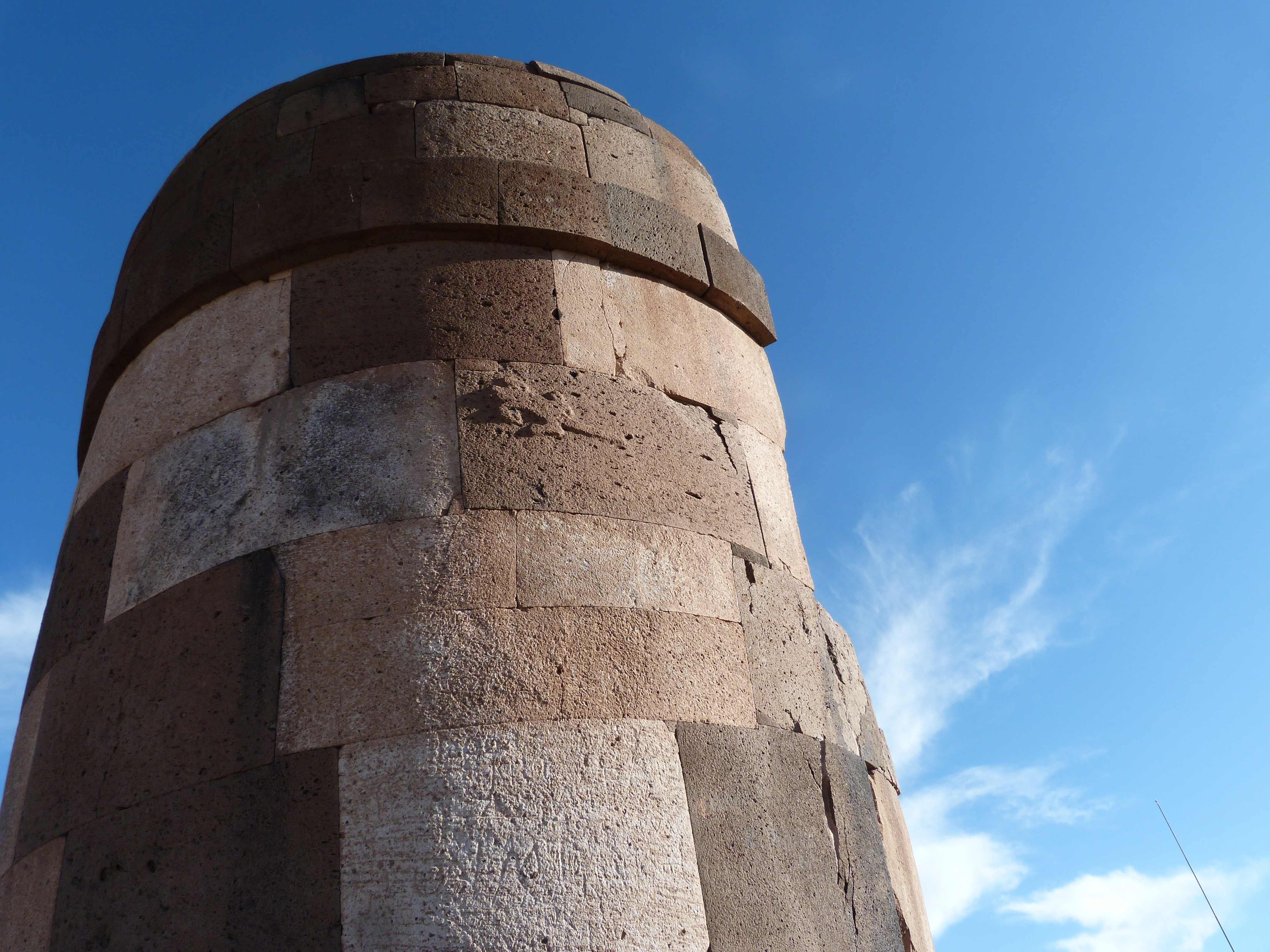
Eidechsenrelief an einer Chullpa
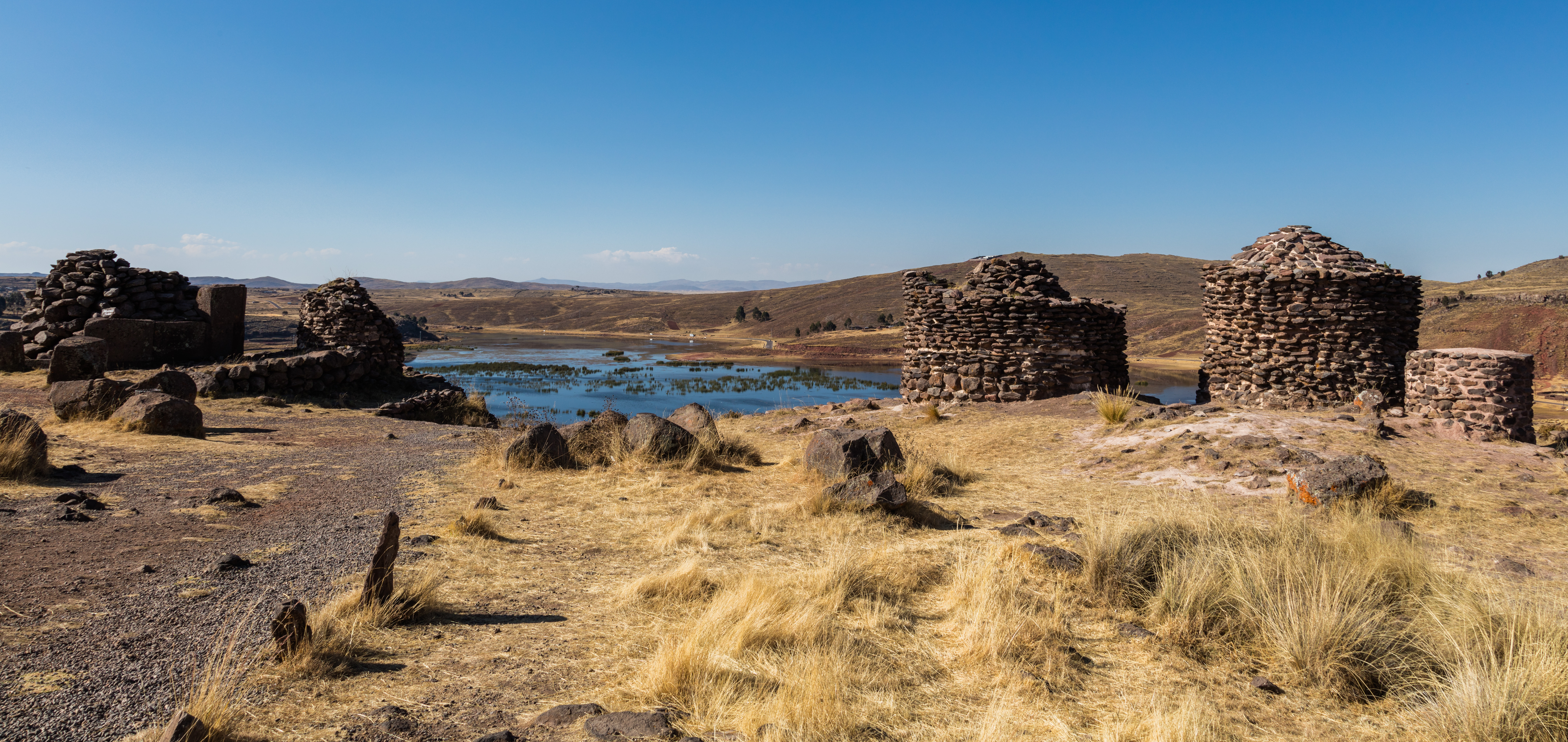
Chullpas aus der Tiwanaku-Epoche
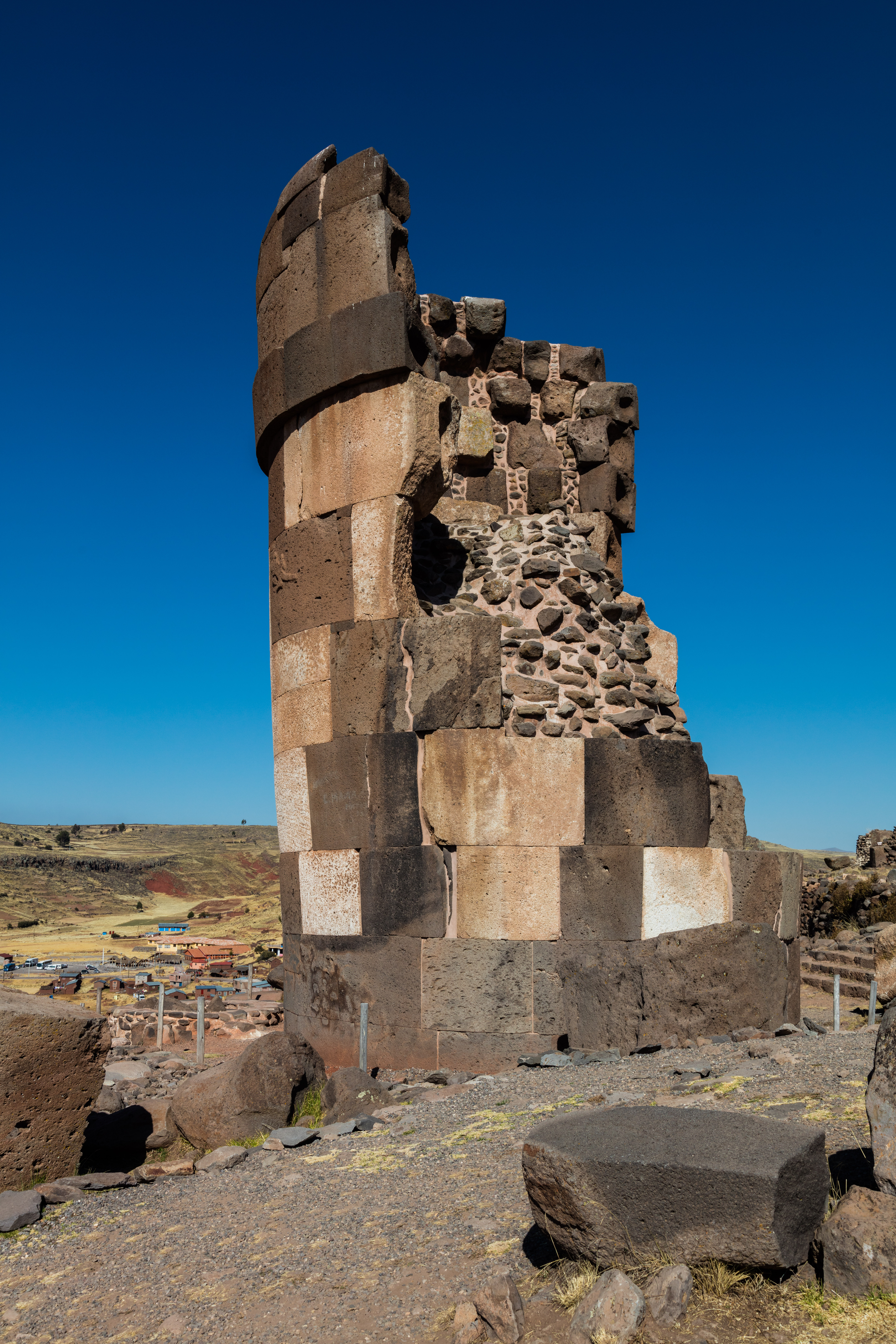
Im Innerem einer Chullpa
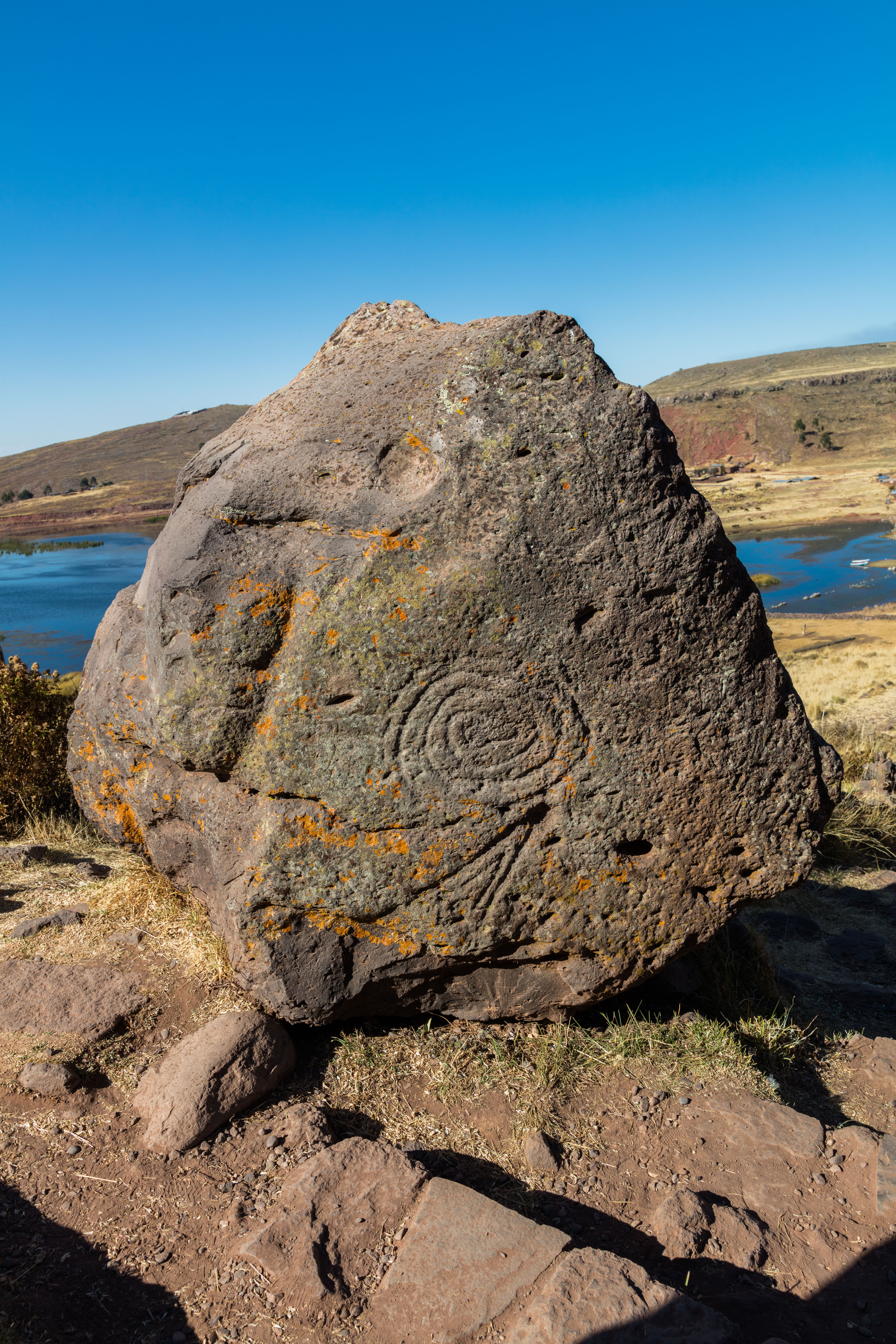
Spiralmotiv